# 石原莞爾
石原 莞爾（いしわら かんじ、1889年（明治22年）1月18日〈戸籍の上では17日〉 - 1949年（昭和24年）8月15日）は、日本の陸軍軍人、軍事思想家。最終階級は陸軍中将。位階勲等功級は正四位勲一等功三級。
「帝国陸軍の異端児」と呼ばれたほど軍内では変わった性格をしており、アジア主義や日蓮主義の影響を受けた。『世界最終戦論』で知られ、関東軍で板垣征四郎らとともに柳条湖事件や満洲事変を起こした首謀者。二・二六事件では反乱軍の鎮圧に貢献したが、宇垣内閣組閣は流産に追い込んだ。後に東條英機との対立から予備役に追いやられる。東京裁判では病気や反東條の立場が寄与し、戦犯指定を免れた。
陸軍大学校教官、関東軍作戦主任参謀、同作戦課長、歩兵第4連隊長、参謀本部作戦課長、同第一部長、関東軍参謀副長、満洲国在勤帝国大使館附陸軍武官（兼任）、舞鶴要塞司令官、第16師団長などを歴任し、ドイツ駐在やジュネーヴ会議随員も経験した。東亜連盟も指導し、予備役編入後は立命館大学国防学研究所所長も務めた。

## 生涯

### 幼少年時代

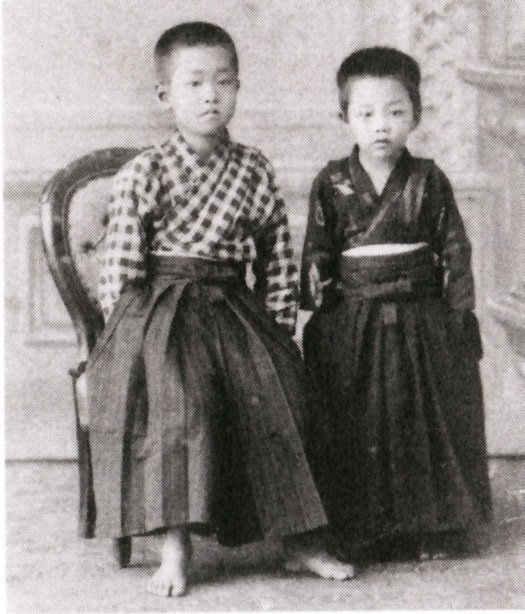
幼少期の莞爾と二郎

明治22年（1889年）1月18日に山形県西田川郡鶴岡（現・鶴岡市）で誕生。ただし戸籍上は1月17日となっている。
父親は警察官であり転勤が多かったため、転住を重ねている。幼年期は乱暴な性格であったが利発な一面もあり、その学校の校長が石原に試験をやらせてみると、1年生で一番の成績であった。石原の3年生の頃の成績を見てみると読書や算数、作文の成績が優れていた。
また病弱でもあり、東北帝国大学付属病院に保管されていた石原の病歴を見てみると、小児時代に麻疹にかかり種痘を何度か受けている。
石原は子供時代から近所の子供を集めて戦争ごっこで遊び、小学生の友達と将来の夢について尋ねられると「陸軍大将になる」と言っていた。

### 軍学校時代

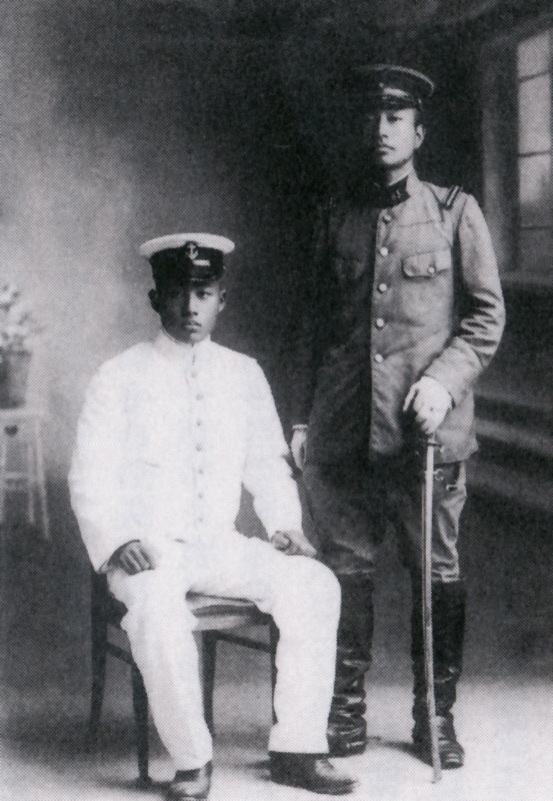
青年期の莞爾（右）と二郎

明治35年（1902年）、庄内中学2年次途中で仙台陸軍地方幼年学校（予科）を受験して合格し、入校した。石原は、ここで総員51名の中で1番の成績を維持し学業は優秀だったが、器械体操や剣術などの運動は苦手だった。
明治38年（1905年）には陸軍中央幼年学校（本科）に入校し、基本教練や武器の分解組立、乗馬練習などの教育訓練を受けた。田中智学の『妙法蓮華経』（法華経）に関する本を読み始めたのもこの頃である。成績は仙台地方幼年学校出身者の中では最高位であった。また、東京に在住していたため、乃木希典や大隈重信の私邸を訪ね、教えを乞うている。
明治40年（1907年）、陸軍士官学校に入校した。区隊長への反抗や侮辱をするなど、生活態度が悪く、卒業成績は官報によると13番/418名（歩兵科では8番）であった。同期生からは飯村穰（2番、歩兵）、井出宣時（3番、歩兵）、町尻量基（4番、砲兵）、横山勇（8番、歩兵）、百武晴吉（9番、歩兵）、菅原直大（15番、歩兵のちに航空兵に転科）、冨永信政（16番、歩兵）、樋口季一郎（25番、歩兵）、安田武雄（26番、工兵）、平林盛人（32番、歩兵）などそうそうたる軍人を輩出している。
明治43年（1910年）5月に士官学校（21期歩兵科）を卒業後は、朝鮮駐在の歩兵第65連隊に復帰して、見習士官の教官として非常に厳しい教育訓練を行った。ここでは、軍事雑誌に掲載された戦術問題に解答を投稿するなどして学習していたが、箕作元八の『西洋史講話』や筧克彦の『古神道大義』など、軍事学以外の哲学や歴史の勉学にも励んでいる。盛岡藩家老で明治新政府の外交官だった南部次郎（東 政図〈ひがし まさみち〉）よりアジア主義の薫陶を受けていたため、明治44年（1911年）の春川駐屯時には、孫文大勝の報を聞いた時は、部下にその意義を説いて、共に「支那革命万歳」と叫んだという。

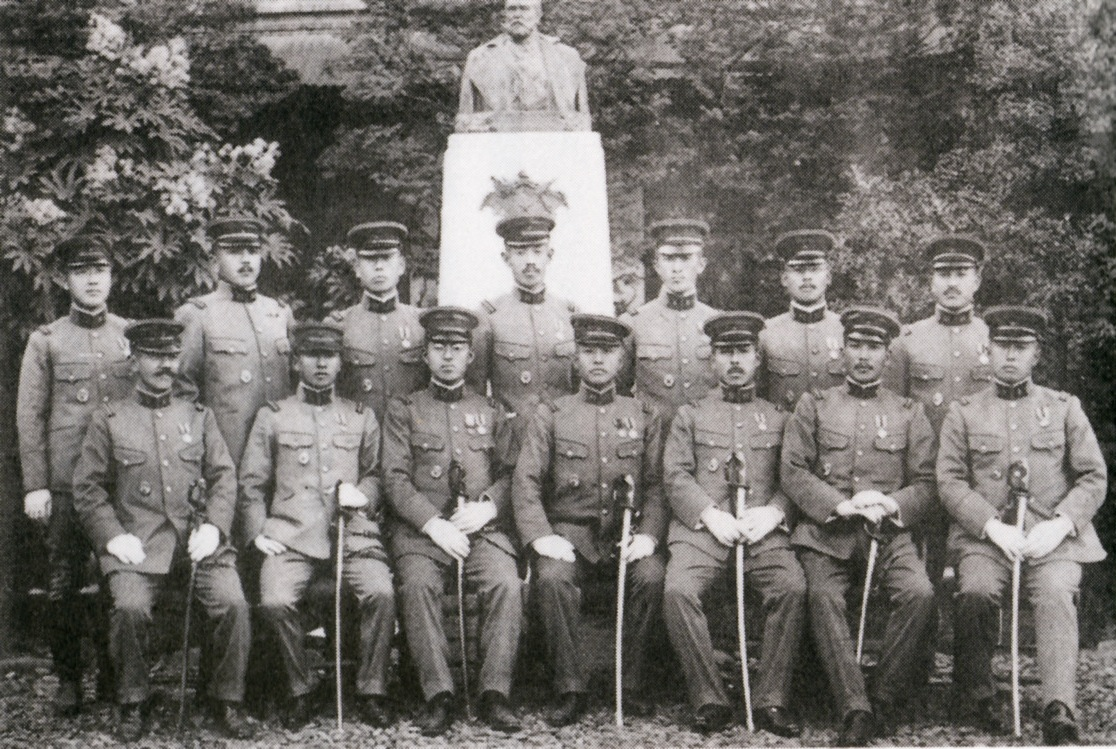
陸大30期卒業生（石原は前列中央）

連隊長命令で、陸軍大学校を受験することになった。試験に合格し、大正4年（1915年）に入校することになる。ここでは、戦術学、戦略、軍事史などの教育を受けた。大正7年（1918年）、陸軍大学校を次席で卒業した（30期、卒業生は60人）。首席は、鈴木率道であった。卒業論文は、北越戦争を作戦的に研究した『長岡藩士・河井継之助』であった。

### 在外武官時代
ドイツへ留学（南部氏ドイツ別邸宿泊）する。ナポレオンやフリードリヒ大王らの伝記を読んだ。大正12年（1923年）、国柱会が政治団体の立憲養正會を設立すると、国柱会の田中智學は政権獲得の大決心があってのことだろうから、「（田中）大先生ノ御言葉ガ、間違イナクンバ（法華の教えによる国立戒壇建立と政権獲得の）時ハ来レル也」と日記に書き残している。

### 関東軍参謀時代
石原が昭和2年（1927年）に書いた『現在及び将来に於ける日本の国防』には、既に満蒙領有論が構想されている。また、『関東軍満蒙領有計画』には、帝国陸軍による満蒙の占領が日本の国内問題を解決するという構想が描かれていた。
昭和3年（1928年）に関東軍作戦主任参謀として満洲に赴任した。自身の最終戦争論を基にして、関東軍による満蒙領有計画を立案する。
昭和6年（1931年）満洲事変を起こし 、23万の張学良軍を相手に、1万数千の関東軍で満洲を占領した。
柳条湖事件の記念館に首謀者としてただ2人、板垣と石原のレリーフが掲示されている。満洲事変をきっかけに行った満洲国の建国では「王道楽土」、「五族協和」をスローガンとし、満蒙領有論から満蒙独立論へ転向していく。日本人も国籍を離脱して満洲人になるべきだと語ったように、石原が構想していたのは日本及び中国を父母とした独立国（「東洋のアメリカ」）であった。しかし、その実は、石原独自の構想である最終戦争たる日米決戦に備えるための第一段階であり、それを実現するための民族協和であったと指摘される。さらには関東軍に代わって満洲国協和会による一党独裁制を確立して関東軍から満洲国を自立させることも主張していた。

### 二・二六事件の鎮圧
昭和11年（1936年）の二・二六事件の際、石原は参謀本部作戦課長だったが、東京警備司令部参謀兼務で反乱軍の鎮圧の先頭に立った。
この時の石原の態度について、昭和天皇は「一体石原といふ人間はどんな人間なのか、よく分からない、満洲事件の張本人であり乍らこの時の［二・二六事件で反乱軍の鎮圧を進言した］態度は正当なものであった」と述懐している。
この時、ほとんどの軍中枢部の将校は、反乱軍に阻止されて登庁できなかったが、統制派にも皇道派にも属さず、自称「満洲派」の石原は、反乱軍から見て敵か味方か判らなかったため登庁することができた。
安藤輝三大尉は、部下に銃を構えさせて、石原の登庁を陸軍省入口で阻止しようとしたが、石原は逆に「何が維新だ。陛下の軍隊を私するな。この石原を殺したければ直接貴様の手で殺せ」と怒鳴りつけ、参謀本部に入った。反乱軍は、何もしなかった。
また、庁内においても、栗原安秀中尉にピストルを突きつけられ「石原大佐と我々では考えが違うところもあると思うのですが、昭和維新についてどんな考えをお持ちでしょうか」と威嚇的に尋ねられるも、「俺にはよくわからん。自分の考えは、軍備と国力を充実させればそれが維新になるというものだ」と言い、「こんなことはすぐやめろ。やめねば討伐するぞ」と罵倒すると、栗原は殺害を中止し、石原は事なきを得ている。

### 宇垣内閣の組閣を断念させる
昭和12年（1937年）に廣田内閣が総辞職した。これにより、次期首相にはかつて軍縮に成功し、軍部ファシズムの流れに批判的であり、また中国や英米などの外国にも穏健な姿勢を取る宇垣一成大将がにわかに有力視され、ついに大命降下される運びとなった。
しかし、石原莞爾参謀本部第一部長心得や田中新一陸軍省兵務局兵務課長を中心とする陸軍中堅層は、軍部主導で政治を行うことを目論んでおり、宇垣の組閣が成れば軍部に対しての強力な抑止力となることは明白であったので、なんとしてもこの宇垣の組閣を阻止しようと動いた。石原は自身の属する参謀本部を中心に陸軍首脳部を突き上げ、寺内寿一陸軍大臣も説得し、宇垣に対して自主的に大命を拝辞させるように「説得」する命令を寺内大臣から中島今朝吾憲兵司令官に命じてもらった。中島中将は宇垣が組閣の大命を受けようと参内する途中、宇垣の車を多摩川の六郷橋で止めてそこに乗り込み寺内大臣からの命令であると言い、拝辞するようにと「説得」した。だが、宇垣はこれを無視して大命を受けた。
しかし石原は諦めず、今度は軍部大臣現役武官制に目をつけて宇垣内閣の陸軍大臣のポストに誰も就かないよう工作した。宇垣の陸軍大臣在任中、「宇垣四天王」と呼ばれたうちの2人、杉山元教育総監、小磯国昭朝鮮軍司令官への工作も成功し、誰一人として宇垣内閣の陸軍大臣を引き受ける者はいなかった。こうして宇垣は陸軍大臣を得られず、やむなく組閣を断念し、石原の策は見事に成功した。だが、石原は後年、宇垣の組閣を流産させたこのときの自分の行動を人生最大級の間違いとして反省している。石原の反省は、宇垣の組閣断念の後に政治の流れが、石原が最も嫌う日本と中国の全面戦争、石原が時期尚早と考えていた対米戦争への突入へと動いていったことによるものである。
なお、反宇垣派の中心的な人物であった石原と田中は仙台陸軍地方幼年学校の出身で、石原の原隊は歩兵第65連隊、田中の原隊は歩兵第52連隊でこれらはすべて宇垣軍縮により廃止されている。この怨念が反宇垣に走る原動力だったと理解することもできる。

### 左遷
1930年代後半から、関東軍が主導する形で、華北や内蒙古を国民政府から独立させて勢力圏下とする工作が活発化すると、対ソ戦に備えた満洲での軍拡を目していた石原は、中国戦線に大量の人員と物資が割かれることは看過しがたく不拡大方針を立てた。
1936年（昭和11年）、関東軍が進めていた内蒙古の分離独立工作（いわゆる「内蒙工作」）に対し、中央の統制に服するよう説得に出かけた時には、現地参謀であった武藤章が「石原閣下が満洲事変当時にされた行動を見習っている」と反論し同席の若手参謀らも大笑いしたため、石原は絶句したという。
1937年（昭和12年）の支那事変（日中戦争）開始時には参謀本部第一部長（作戦）であったが、ここでも作戦課長の武藤などは強硬路線を主張、不拡大で参謀本部をまとめることはできなかった。石原は無策のままでは早期和平方針を達成できないと判断し、最後の切り札として近衛首相に「北支の日本軍は山海関の線まで撤退して不戦の意を示し、近衛首相自ら南京に飛び、蒋介石と直接会見して日支提携の大芝居を打つ。これには石原自ら随行する」と進言したものの、近衛と風見章内閣書記官長に拒絶された。戦線が泥沼化することを予見して不拡大方針を唱え、トラウトマン工作にも関与したが、当時の関東軍参謀長・東條英機ら陸軍中枢と対立し、9月に参謀本部の機構改革では参謀本部から関東軍へ参謀副長として左遷された。

### ふたたび関東軍へ・東條英機との確執

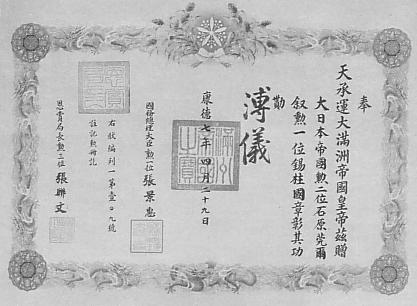
1940年に満洲国から贈られた勲一位柱国章（日本の勲一等瑞宝章に相当）の勲記

昭和12年（1937年）9月に関東軍参謀副長に任命されて10月には満洲国の首都である新京に着任する。翌年の春から参謀長の東條英機と満洲国に関する戦略構想を巡って確執が深まり、石原と東條の不仲は決定的なものになっていった。石原は満洲国を満洲人自らに運営させることを重視してアジアの盟友を育てようと考えており、これを理解しない東條を「東條上等兵」と呼んで馬鹿呼ばわりにした。これには、東條は恩賜の軍刀を授かっていない（石原は授かっている）のも理由として挙げられる。以後、石原の東條への侮蔑は徹底したものとなり、「憲兵隊しか使えない女々しい奴」などと罵倒し、事あるごとに東條を無能呼ばわりしていく。一方東條の側も石原と対立、特に石原が上官に対して無遠慮に自らの見解を述べることに不快感を持っていたため、石原の批判的な言動を「許すべからざるもの」と思っていた。

### 予備役編入
石原は、昭和13年（1938年）6月に、病気を理由に関東軍参謀副長を辞任したいと申し出て、人事発令を待たずに内地に帰国して入院してしまう、という暴挙に出た。石原は特に処分を受けずに同年12月に舞鶴要塞司令官に補され、昭和14年（1939年）8月には陸軍中将に昇進して第16師団長に親補された。太平洋戦争開戦前の昭和16年（1941年）3月に予備役へ編入された。これ以降は教育や評論・執筆活動、講演活動などに勤しむこととなる。

### 立命館大学国防学研究所長

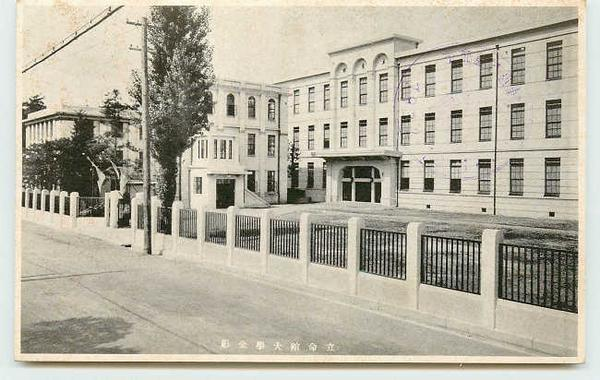
立命館大学

石原が立命館総長・中川小十郎と関わりをもったのは舞鶴要塞司令官時代のことで、中川が舞鶴の官舎を訪れ、立命館日満高等工科学校設立への協力を要請したことがきっかけとなっている。京都師団長時代には立命館大学中川会館で東亜連盟に関する講演を行ったほか、昭和15年（1940年）9月には『世界最終戦論』初版が立命館出版部から刊行されている。
予備役編入後の昭和16年（1941年）4月、石原は立命館大学に新設された国防学講座の講師として招待された。
日本の知識人が西洋の知識人と比べて軍事学知識が貧弱であり、政治学や経済学を教える大学には軍事学の講座が必要だと考えていた石原は、大学に文部省から圧力があるかもしれないと総長に確認したうえで承諾した。昭和16年の『立命館要覧』によれば国防学が軍人のものだという旧時代的な観念を清算して国民が国防の知識を得ることが急務というのが講座設置の理由であった。さらに国防論、戦争史、国防経済論などの科目と国防学研究所を設置し、この研究所所長に石原が就任した。講師には第一次世界大戦史の酒井鎬次中将、ナポレオン戦史の伊藤政之助少将、国体学の里見岸雄（田中智学の息子）などがいた。週に1回から2回程度の講義を担当し、たまに乗馬部の学生の課外教育を行い、余暇は読書で過ごした。
しかし東條による石原の監視活動が憲兵によって行われており、講義内容から石原宅の訪問客まで逐一憲兵隊本部に報告されている。大学への憲兵と特高警察の圧力が強まったために大学を辞職して講義の後任を里見に任せた。送別会が開かれ、総長等の見送りを受けて京都を去り、帰郷した。この年の講義をまとめた『国防政治論』を昭和17年（1942年）に聖紀書房から出版した。

### 評論・政治活動
太平洋戦争に対しては、「油が欲しいからとて戦争を始める奴があるか」と絶対不可である旨を説いていたが、ついに受け入れられることはなかった。石原の事態打開の策は、奇しくも最後通牒といわれるハル・ノートとほぼ同様の内容であった。戦中、ガダルカナル島の戦いにおいて海軍大佐であった高松宮宣仁親王の求めに応じ、石原は、ガダルカナル島からの撤退、ソロモン、ビスマーク、ニューギニヤの放棄、サイパン、テニアン、グアムの要塞化と攻勢終末点（西はビルマ国境から、シンガポール、スマトラなどの戦略資源地帯を中心とする）及び東南アジアとの海上輸送路の確立をすることにより、不敗の態勢が可能である旨も語っている。また、周りには中国人への全面的な謝罪と中華民国からの即時撤兵による東亜諸国との連携をも説き、東亜連盟協会の繆斌を通じ和平の道を探った。しかし、重光葵や米内光政の反対にあい、失敗した。
『世界最終戦論』（後に『最終戦争論』と改題）を唱え、東亜連盟（日本、満洲、中国の政治の独立（朝鮮は自治政府）、経済の一体化、国防の共同化の実現を目指したもの）構想を提案し、戦後の右翼思想にも影響を与える。一方で、熱心な日蓮主義者でもあり、最終戦論では戦争を正法流布の戦争と捉えていたことはあまり知られていない。

最終戦争論とは、戦争自身が進化（戦争形態や武器等）してやがて絶滅する（絶対平和が到来する）という説である。その前提条件としていたのは、核兵器クラスの「一発で都市を壊滅させられる」武器と地球を無着陸で何回も周れるような兵器の存在を想定していた（1910年ごろの着想）。比喩として挙げられているのは織田信長で、鉄砲の存在が、日本を統一に導いたとしている。（検証不能）

### 東條英機の暗殺計画

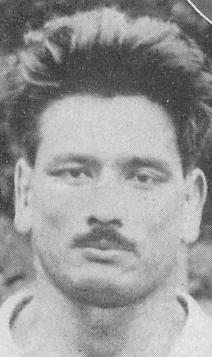
東條英機を暗殺しようとした柔道家の牛島辰熊

昭和19年（1944年）6月、柔道家の牛島辰熊と津野田知重少佐は、東條英機首相暗殺を企てた。共に東亜連盟で石原莞爾に師事していた。
津野田は、大本営参謀部三課の秘密文書を読み、予想以上の日本軍の惨敗ぶりに愕然とし、牛島に相談した。「このままでは国民は全滅だ」と悟った2人は、東條を退陣させて戦争を止めるために、皇族への「大東亜戦争現局に対する観察」という献策書を書き上げ、三笠宮、高松宮らを通じて直接天皇へ渡してもらうことにした。
2人は、献策書を持って石原が蟄居する山形県を訪ねた。石原は献策書を通読すると「一晩考えさせてくれ」と言って2人を泊まらせた。その献策書の欄外には、はっきりと「非常手段、万止むを得ざる時には東條を斬る」と書かれていたからである。次の日の朝6時、津野田と牛島を座敷に通した石原は、「今の状態では万事が手遅れだ」と言って赤鉛筆を取り、献策書末尾に「斬るに賛成」と書いた。
石原の賛意を得た津野田と牛島は、勇んで東京に戻り、暗殺方法について話し合った。結果、習志野のガス学校で極秘開発されていた青酸ガス爆弾「茶瓶」を使い、牛島辰熊が実行することになった。
計画は東條が乗っているオープンカーに向けて、皇居二重橋前の松の樹上から青酸ガス爆弾を投げ付けて東條を暗殺するというものであったが、内閣打倒までは賛同していた三笠宮崇仁親王に対して津野田が計画の細部を打ち明けたところ、東條の暗殺までは容認できなかった三笠宮が憲兵隊に通報したために津野田と牛島は逮捕された。両名は軍法会議によって裁かれたが、結審が東條内閣崩壊後である1945年（昭和20年）3月であったため、津野田は陸軍から免官のうえ、禁固5年、執行猶予2年で釈放。牛島は不起訴。石原は軍法会議に召喚されて、始末書の提出のみで終わった（津野田事件）。
後年、作家の増田俊也は、著書『木村政彦はなぜ力道山を殺さなかったのか』の中で、この時牛島は弟子の木村政彦を鉄砲玉（実行犯）として使おうとしていたと記した。

### 戦後・東京裁判

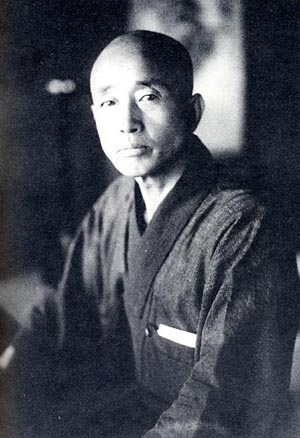
1945年頃の石原莞爾

石原は極東国際軍事裁判においては戦犯（戦争犯罪人）の指名から外れた。東条英機との対立が有利に働いたとの見方もあるが、実際には開廷前の検事団によるA級被告選定の席で、戦犯指定された石原広一郎を石原莞爾と勘違いしたことが原因だった。事態に気づいた検事が慌てて入院中の石原莞爾に面接するが、「重態」のため調書が作れず、最終的に被告リストから外された。
東京裁判には証人として山形県酒田の出張法廷に出廷し（これは病床の石原に尋問するために極東裁判所が特設したものである）、重ねて、満洲事変は「支那軍の暴挙」に対する本庄繁関東軍司令官の命令による自衛行動であり、侵略ではないという持論を主張した。酒田出張法廷に出廷するため、リヤカーに乗って酒田へ出かけたが、この時のリヤカーを引いていた青年の一人は、曺寧柱が連れてきた大山倍達だと伝えられている。
この出張法廷では、判事に歴史をどこまでさかのぼって戦争責任を問うかを尋ね、「およそ日清・日露戦争までさかのぼる」との回答に対し、「それなら、ペルリ（ペリー）をあの世から連れてきて、この法廷で裁けばよい。もともと日本は鎖国していて、朝鮮も満洲も不要であった。日本に略奪的な帝国主義を教えたのはアメリカ等の国だ」との持論を披露した。また、東條との確執についての質問には、「私には些細ながら思想がある。東條という人間には思想はまったくない。だから対立のしようがない」といい、ここでも東條の無能さをこきおろしたという。
実生活においては自ら政治や軍事の一線に関わることはなく、庄内の「西山農場」にて同志と共同生活を送った。戦前の主張であった日米間で行われるとした「最終戦争論」を修正し、日本は日本国憲法第9条を武器として身に寸鉄を帯びず、米ソ間の争いを阻止し、最終戦争なしに世界が一つとなるべきとした。
石原は米ソや日本共産党を批判しつつ大アジア主義は維持しており、「我等は国共いづれが中国を支配するかを問わず、常にこれらと提携して東亜的指導原理の確立に努力すべきである」と主張した。
終戦間もない頃に、満洲事変では朝鮮軍から関東軍間の連絡将校を務めた元陸軍少将で大亜細亜協会幹部の金子定一が石原を訪問した際に、石原は自身を訪問してきたマッカーサーの側近に対して話したこととして「予は東條個人に恩怨なし、但し彼が戦争中言論抑圧を極度にしたるを悪む。これが日本を亡ぼした。後に来る者はこれに鑑むべきだ。又、日本の軍備撤廃は惜しくはない、次の時代は思いがけない軍備原子力武器が支配する」と語ったという。
病で動けなくなっていた石原は、1946年東京飯田橋の東京逓信病院に入院していた。この際、東京裁判の検事から尋問を受けているが、終始毅然とした態度を崩さず検事の高圧的な態度に怒りをもって抗議し、相手をにらみつけたという。同席した米記者マーク・ゲインは「きびしく、めったに瞬きもせず、私たちを射抜くような眼」と評している。

## 人物・逸話

### 人柄
石原は甘党で酒やタバコをたしなまず、菓子を食べながら議論や勉強をすることを好んでいた。ドイツ滞在中はパーティーのときは羽織袴を着用し、普段は背広・コートを着用していた。ライカのカメラを購入し、愛用していた。
東條英機の副官を務めた西浦進（陸士34期）は「石原さんはとにかく何でもかんでも反抗するし、投書ばかりしているし、何といっても無礼な下戸だった。軍人のくせに酒を飲まずに周りを冷たい眼で見ている、だから嫌われるのも当然だ」と評した。しかしその反面、潜在的なカリスマ性があったことも事実であり、多くの信奉者が存在した。辻政信や服部卓四郎、花谷正などは初対面のときから石原の存在感に圧倒され、生涯を通じての崇拝者になった。

### 米国への敵意
田中智学の三男であり、ベルリン時代を共にすごした里見岸雄の回顧では、研究会で、ある大尉が「（ドイツ留学からの）帰途、米国に立ち寄られるか」と質問すると「俺が米国に行く時は日本の対米軍司令官として上陸する時だけだ」と息巻いたという。国柱会入会直後、石原は「大正9年7月18日の夫人への手紙」で、白人を「悪鬼」と述べ、また「この地球上から撲滅しなければなりません」と憎悪をあらわにしている。さらに「大正12年8月28日の夫人への手紙」では、ドイツで活動写真を見て「亜米利加物にて、排日宣伝のフィルム大いに癪（）に障り、大声にて亜米利加の悪口を話せば近所に居りし若干の独人大いに同意を表す」「何時かは一度たたいてやらざれば彼を救う能はざるなり」と述べている。伊勢弘志は「日記には他にも悪化した感情が頻繁に確認される」として、国柱会入信前からの対米感情の悪化を指摘し、国柱会入信の動機の一つに「対米感情と排他的教義への共鳴があった」としている。

### 日蓮主義
石原が田中智学の国柱会に入会したのは1920年の会津時代であり「兵にいかにして国体を叩きこむか」に悩んで、この時期、天皇主権を唱える筧克彦の『古神道大義』を読んだり、神道、キリスト教、仏教などを研究したが「ついに日蓮に到達」し、国体と日蓮主義の同一性を説く国柱会に入会した。田中智学は日露戦争の際に「日蓮主義は日本主義なり」と戦勝祈願し、以来国柱会は「日本は特別な価値ある国」として『日本書紀』と『妙法蓮華経』（法華経）が同一であるとしており、入信の動機もその国体論にあるが、伊勢弘志は、入会動機は教えより予言であり、対米悪感情と排他的教義への共鳴だとも考察している。
しかし中央幼年学校時代の親友である飯沼守は幼年学校当時から田中智学や法華経に関心を持ちそれらを飯沼や樋口季一郎（後の北部軍司令）にも薦めていたと語っている。また同時期に海軍大学校の佐藤鉄太郎に国防論を学びに行っている。佐藤は智学と並び日蓮主義を広めた顕本法華宗管長の本多日生の門人であった。のれらの幼年学校時代における影響も国柱会入信の要因であったと思われる。

### 幼少期・幼年学校・士官学校
幼少の頃からその秀才ぶりと奇抜な行動がエピソードとして残っている。明治28年（1895年）、子守のため姉2人が石原を学校に連れて行ったところ教室で暴れた。矢口校長が石原に試験をやらせてみると1年生では一番の成績であったため、1年間自宅で準備学習していたという名目で同年に2年生に編入することとなった。
仙台幼年学校では総員51人中最高の成績であり、代数学・植物学・ドイツ語が特に高得点であり、3年間第2位を大きく引き離して一番の成績を維持した。当時、将校には写生の技能が必要であり、授業があった。同期生一同がこれに困っていると、石原は自分の男根を写生し、「便所ニテ毎週ノ題材ニ苦シミ我ガ宝ヲ写生ス」と記して提出し、物議を醸して石原退学まで検討されたと言われている。しかし、石原の仙台幼年学校時代からの同期である横山臣平の著書『秘録 石原莞爾』によると、「たいした問題にはならず、亘理図画教官が、石原を叱責し教頭へ報告したかもしれないが退学まで検討されたというのは誇張された噂話である」と否定している。
石原は学校の勉強よりも戦史、政治、哲学などの文献を読み、夏休みも帰省せずに勉強した。これは両親、特に父親との関係が不仲であったことが理由とされている。
陸軍士官学校でも軍事学よりも歴史学や哲学の勉強に励んだ。一方で軍事雑誌をよく読んで興味深い戦術問題が掲載されると答案を送り、次回に示される講評や出題者意見を興味深く読んでいた。

### 陸軍大学校に関して
歩兵第65連隊から1人も陸大に入校した者がおらず不名誉だとして、陸士成績が最優秀だったために石原を受験させることが本人の意思とは関係なく決められた。石原は1日中部隊勤務に励んでおり、試験勉強期間に入ってからも勉強できなかった。5日間の試験期間中も試験の解答を提出して、受験会場となった駐屯地の部隊の訓練を見学した。連隊からは石原だけが合格した。
陸大入試の口頭試問で「機関銃の有効な使用法」を聞かれ、「飛行機に装備して敵の縦隊を射撃する」と解答した。更にその詳細については黒板に図を書いて「酔っぱらいが歩きながら小便をするように連続射撃する」と答えた当時、機関銃を飛行機に装備する着想はまだなかった。
陸大では他兵科の運用についても学習するため夏休みには他兵科部隊勤務が実施された。その一環で砲車を車庫から出してこれを編成して行軍し、陣地に侵入するために砲列で射撃し、また車庫に収めるまでの行動を1人ずつ試験された。学生は複雑な号令で指揮することになるが、最後の番であった石原は指揮官の定位置について指揮刀を抜刀し、「いつも通りにやれ」と命令した。
陸大学生時代の成績は2位であった。これについては冬でも薄汚れた夏服を着用する石原を天皇の前で講演させることに抵抗があったという説や、石原の講演内容について大学の注文を石原が拒否したためという説、朝敵であった庄内藩出身であったためという説がある。

### 連隊長・師団長として
歩兵第4連隊（第2師団所属。本拠地は仙台）長に就任すると、貧しい東北出身の兵が満期除隊後に生活の一助となるよう、厩舎でアンゴラウサギの飼育を教え、除隊する兵に土産として持たせた。また内務班の私的制裁を撲滅するために、同じ出身地同士の兵を中隊に集めた。連隊長自身が、兵食を食べて食事内容と味の向上を図り、浴場に循環式の洗浄装置を設置して清潔なお湯を供給し、酒保を改善するなど、兵士の生活改善に尽力したといわれる。
連隊長時代、2年兵が満期除隊を迎えるのを見送っていた。ある年、羽織袴姿で並ぶ満期兵を前にして、かつての中隊長が長々と訓示をしていると突然、にわか雨が降り出したが、中隊長は訓示を止めない。その時、石原は「中隊長の馬鹿野郎、紋付きは借り物であるぞ！」と怒鳴り、訓示を中止させた。
石原が京都第16師団長の頃には、形式的な儀礼や行事を省略していった。特に陸軍記念日の際には、通常は閲兵式・分列行進で3時間かかる式典であったが、石原は指揮官1人とともに馬を駆け足で各部隊の前面を走って閲兵を済ませ、「解散」と述べて引き揚げてしまった。通常は3時間の式典が5分ほどで終わり、将校や見物人はあっけにとられたが、末端の兵士達は早く帰営し外出できるため大喜びだったという。

### 上官に対して
自分の意見は、たとえそれが上司であっても大声で直言したと伝えられる。言われた側もその意見に従わざるを得ない不思議な気迫と雰囲気を持っていたという。
石原は東條英機を嫌っていたが、東條が属する統制派と対立関係にあった真崎甚三郎も毛嫌いしていた。石原が満洲から参謀本部への転勤を命じられたとき、真崎が「君は素晴らしい逸材だ。君の新しい部署を決めるのに三月もかかったのだ」と褒めちぎった。真崎が自身を満洲国から引き離す黒幕と気づいていた石原は、「陸軍の人事は私の関知するところではありません」と握手を拒み、その後も真崎の酒席の誘いを拒むなど徹底的に嫌った。
二・二六事件のとき、石原は東京警備司令部の一員でいた。そこに荒木貞夫がやって来たとき、石原は「馬鹿！お前みたいな馬鹿な大将がいるからこんなことになるんだ」と怒鳴りつけた。荒木は「何を無礼な！上官に向かって馬鹿とは軍規上許せん！」とえらい剣幕になり、石原は「反乱が起こっていて、どこに軍規があるんだ」とさらに言い返した。そこに居合わせた安井藤治東京警備参謀長がまぁまぁと間に入り、その場をなんとかおさめたという。同じく石原が嫌う真崎甚三郎には「お体はもうよいのですか。お体の悪い人がエライ早いご出勤ですね、ここまで来たのも自業自得ですよ」と皮肉を交えて話しかけており、真崎は「朝呼ばれたのだから、まあ何とか早く纏（）めなければいかぬ」と答えている。
上層部や上官の多くに対して嫌悪感と敵対心を顕わにした石原だが、阿南惟幾は陸大同期生で数少ない別格であり「阿南さんが言うなら……」とその指示に素直に従ったという。終戦時にはご聖断を知人から聞かされると、まずは阿南の身を案じて「阿南の気持ちは俺がよく知っている。きっと阿南は死ぬだろう。すぐに使いを出すが、果たして間に合うか……」とその知人に話している。東条内閣が倒れて、次の総理大臣となった小磯から陸軍大臣についての意見を求められた石原は「阿南のほかに人無し」と推薦したこともあった。

### 民間人の扱い
柳条湖事件の際、関東軍の長春守備連隊は関東軍司令部の命令でわずか50人ほどの守備兵を残して総出で奉天に向かおうとした。奉天が早期に制圧されたため実際に出動することはなかったが、長春郊外には数千人規模の中国軍が存在しており、出動していれば居留民は非常な危険にさらされたろう。後でこの事を知った長春居留民は憤慨し長春居留民会役員の小澤開作（音楽家小澤征爾の父）は「居留民を犠牲にするつもりだったのか」と関東軍幹部に詰め寄ったが、石原は「皮を切らせて骨を断つ戦法だ」と答え平然としていた。

### 技術に対しての軽視
昭和11年（1936年）8月、閑院宮春仁王が陸軍大学校の研究部主事となり、昭和10年に開発されたディーゼルエンジン搭載の「八九式中戦車」の機動兵団の運用について、参謀本部や石原に意見を聞いた。しかし参謀たちはおろか、石原も大局的な国防論は話しても、戦車をどう使っていくかという戦略的な技術についてはなにひとつ聞けなかった。現場の技術者および新しい技術を軽視する立場は他の参謀たちと変わらなかった。

### 戦犯自称の真相
よく東京裁判の法廷において「軍の満洲国立案者にしても皆自分である。それなのに自分を、戦犯として連行しないのは腑に落ちない」「満洲事変の責任は自分にある。私を裁け」 と述べたと書かれることが多いが、実際には『石原莞爾宣誓供述書』によると「満洲建国は右軍事的見解とは別個に、東北新政治革命の所産として、東北軍閥崩壊ののちに創建されたもので、わが軍事行動は契機とはなりましたが、断じて建国を目的とし、もしくはこれを手段として行ったのではなかったのであります」と満洲事変と満洲国建国について、自分が意図したのではないと述べ、自らが戦犯とされるのを避けるとともに、板垣征四郎や土肥原賢二の弁護につながる発言をしていた。

## 名言
- 私は若干の意見をもっていた。意見のない者と、意見の対立はない。
- 國は悪によっては亡ばず、愚により亡ぶ。
- 今の日本国民は、この時局をどういうふうにして解決するか、見通しが欲しいのです。予言が欲しいのです。
- （東條英機は）憲兵隊しか使えない女々しい奴。
- 自分の考えは、軍備と国力を充実させればそれが維新になるというものだ。
- 戦争は人類の有するあらゆる力を瞬間的に最も強く総合運用するもの。
- 私を戦犯で連行しないのはなぜか
- 日本の軍備撤廃は惜しくはない、次の時代は思いがけない軍備原子力武器が支配する。
- 日本を守るため、部下にどのようにして日本の国のあり方を叩き込むか。
- もともと日本は鎖国していて、朝鮮も満州も不要であった。日本に略奪的な帝国主義を教えたのはアメリカ等の国だ。
- 何が維新だ。陛下の軍隊を私するな。この石原を殺したければ直接貴様の手で殺せ。
- わしが理想郷を心に描いて着手した満州国が、心なき日本人によって根底からふみにじられたのである。在満中国人に対する約束を裏切る結果となってしまった。その意味において、わしは立派な戦争犯罪人である。独立に協力した中国人に対してまことにすまなかった、と思っている。
- 皆さん、敗戦は神意なり！
- 私は恩給をいただいている身だから講演料はいただけない
- 俺がアメリカに行くのは日本軍の対アメリカ司令官として、上陸するときだけだ。
- 油がねーからって（アメリカと）戦争を始めるとは・・・馬鹿か。
- （東京裁判にて「今回の戦争で最も罪深い戦争犯罪者は誰だと思われますか？」と問われ）アメリカ大統領トルーマンである。なんの罪もない民間人を原爆で殺しまくり、20万人も殺してそれが正義だといえるのか。
- 戦争は数の勝負ではないんだよ。大切なのは作戦だ。
- もしも、この太平洋戦争で私が指揮をとっていたのなら、裁判長、あなたの席には私が座り、ここにはあなたが立っていたはずだ。
- 予は東條個人に恩怨なし、但し彼が戦争中言論抑圧を極度にしたるを悪む。これが日本を亡ぼした。後に来る者はこれに鑑むべきだ。

## 東亜連盟
東亜連盟は日本人のみならず、中国人や朝鮮人からも多くの支持者がおり、東亜連盟等を通じて石原莞爾に師事したものに
- 福島清三郎（柔道家、建国大学教授、武術専門学校師範。東亜連盟のサロンとして機能した義方会道場において後述の牛島、大山、曹の師にあたる人物であった）
- 牛島辰熊（全日本2連覇の柔道家で、柔道史上最強といわれる木村政彦の師匠）
- 曺寧柱（在日本大韓民国民団会長、剛柔流空手道師範、大山倍達の師匠）
- 大山倍達（空手家。極真会館創設者）
- 武田邦太郎（農政と平和研究所所長、参議院議員）
- 里見岸雄（法学者、思想家、日本国体学研究者）
- 橘樸（ジャーナリスト・中国研究家、中国社会研究の先駆者）
- 木村武雄（政治家、建設大臣）
- 小澤開作（歯科医師、大陸浪人、指揮者小澤征爾の父、ミュージシャン小沢健二の祖父）

等がいる。

## 年譜
- 明治22年（1889年）1月18日 - 生誕。
- 明治28年（1895年） - 温海尋常高等小学校尋常科に2年に編入。
- 明治30年（1897年） - 狩川尋常高等小学校尋常科4年に転入。
- 明治31年（1898年） - 狩川尋常高等小学校高等科1年に入学。
- 明治32年（1899年） - 藤島高等小学校2年に転入。
- 明治33年（1900年） - 鶴岡朝暘高等小学校3年に転入。
- 明治34年（1901年） - 山形県立荘内中学校（現・山形県立鶴岡南高等学校）に入学するも同年に中退。
- 明治35年（1902年）9月 - 仙台陸軍地方幼年学校に入校（第6期）。
- 明治38年（1905年）9月 - 東京陸軍中央幼年学校に入校。
- 明治39年（1906年） - 慢性胃カタルにかかる。
- 明治40年（1907年）
  - 5月 - 中央幼年学校を卒業（第6期）。
  - 6月 - 士官候補生として山形歩兵第32連隊附。入営中に胃腸病で自宅療養。
  - 10月 - 秋季演習で分隊長を務め、その後軍曹に昇進。
  - 12月 - 陸軍士官学校に入校。
- 明治42年（1909年）
  - 5月27日 - 陸軍士官学校を卒業（第21期）。
  - 12月25日 - 陸軍歩兵少尉・若松歩兵第65連隊附
- 明治43年（1910年）4月 - 韓国守備のため春川に駐屯。6月には漢城へ移動。
- 明治45年（1912年）4月 - 朝鮮から帰国。第4中隊付
- 大正2年（1913年）2月 - 陸軍歩兵中尉に進級。
- 大正4年（1915年）11月 - 陸軍大学校に入校。
- 大正5年（1917年）7月 - 清水泰子と結婚するも9月に離婚。
- 大正7年（1918年）11月 - 陸軍大学校卒業（第30期）。原隊復帰
- 大正8年（1919年）
  - 4月 - 陸軍歩兵大尉・歩兵第65連隊中隊長
  - 7月 - 教育総監部附勤務
  - 8月 - 国府銻子と結婚。
- 大正9年（1920年）
  - 4月 - 中支那派遣隊司令部附。国柱会会員となる。
  - 5月 - 漢口に着任する。
- 大正10年（1921年）
  - 5月 - 帰国
  - 7月 - 陸軍大学校兵学教官に任命。
- 大正11年（1922年）
  - 8月 - 陸軍大学校附仰付（ドイツへ出張）
  - 9月 - ドイツ駐在
- 大正12年（1923年）2月 - ベルリンに到着。
- 大正13年（1924年）8月 - 陸軍歩兵少佐
- 大正14年（1925年）10月 - 陸軍大学校教官になり、古戦史を担当。
- 昭和3年（1928年）
  - 1月19日 - 木曜会の会合で「全支那を根拠として遺憾なく之を利用せば、20年でも30年でも戦争を続けられる」という構想を語る
  - 8月 - 陸軍歩兵中佐
  - 5月 - 中耳炎が悪化して軍医学校付属病院に入院し、7月に退院。
  - 10月10日 - 関東軍の作戦主任参謀。
- 昭和6年（1931年）
  - 9月18日 - 満洲事変勃発。東北三省の制圧を指揮。
  - 10月5日 - 関東軍作戦課長
  - 10月8日 - 司令機に搭乗して錦州爆撃を指揮。
  - 11月4日 - 馬占山軍との戦闘で作戦指導。
- 昭和7年（1932年）8月8日 - 陸軍歩兵大佐。陸軍兵器本廠附（ジュネーヴ会議（英語版）随員）。欧州滞在中に血尿悪化。
- 昭和8年（1933年）
  - 8月1日 - 仙台の歩兵第4連隊長となる。
  - 10月 - 膀胱内の乳頭腫摘出のため入院。
- 昭和10年（1935年）8月1日 - 参謀本部作戦課長となる。
- 昭和11年（1936年） - 二・二六事件で戒厳司令部参謀兼務で処理に当たる。
  - 6月19日 - 参謀本部戦争指導課長
- 昭和12年（1937年）
  - 1月7日 - 参謀本部第1部長心得
  - 3月1日 - 陸軍少将。参謀本部第1部長
  - 盧溝橋事件に際して、不拡大方針を唱え9月27日関東軍参謀副長に転出。
- 昭和13年（1938年）
  - 8月18日 - 兼満洲国在勤帝国大使館附陸軍武官。満洲支配方式について関東軍参謀長東條英機中将を批判し、罷免される。
  - 12月5日 - 舞鶴要塞司令官
- 昭和14年（1939年）
  - 8月1日 - 任陸軍中将・留守第16師団司令部附
  - 8月30日 - 第16師団長
- 昭和16年（1941年）
  - 3月1日 - 東條英機陸軍大臣により待命となる。
  - 3月31日 - 予備役編入。
  - 4月 - 立命館大学講師、国防学研究所所長に就任し、国防学を教える。
  - 9月 - 立命館大学講師を辞職。
- 昭和19年（1944年）
  - 11月 - 「怪文章事件」に関連して軍法会議に召喚される。
  - 12月 - 東條暗殺未遂事件に関連して軍法会議に召喚される。
- 昭和20年（1945年）8月15日 - 東久邇宮内閣組閣本部の近衛と緒方竹虎からの内閣顧問就任要請を断る。
- 昭和21年（1946年）
  - 1月 - 治療を受けるため上京。東京帝大病院に入院。
  - 2月 - 東京逓信病院に入院。
  - 3月 - 東京軍事裁判に関連して連合国検事による臨床尋問を受ける。
  - 4月 - 戦犯最終リストから除外される。
  - 8月 - 退院して帰郷。
  - 10月 - 山形県飽海郡高瀬村（現在、遊佐町）に転居。手術とワクチン投与を受ける。
- 昭和22年（1947年） - 鶴岡市の荘内病院で手術を受ける。
  - 5月1日-2日 - 東京裁判酒田出張法廷に証人として出廷。
- 昭和23年（1948年）1月 - 軍国主義者として公職追放される。
- 昭和24年（1949年）
  - 春 - 肺炎になり、肺水腫や膀胱癌などを併発。病状は悪化。
  - 8月15日 - 高瀬村の西山農場で死去[47]。60歳没。墓所は山形県飽海郡遊佐町菅里に所在。

## 家族・親族
父は旧庄内藩士、飯能警察署長の石原啓介。母は白井重遠の娘・カネイ。啓介とカネイは六男四女を儲け、莞爾は三男であるが長男の泉が生後2か月で、二男の孫次が3週間で早世し、莞爾が事実上の嫡男である。四男の二郎（海軍兵学校44期）は海軍中佐となるが、1940年6月に航空機事故で殉職する。五男の三郎は1歳で亡くなり、六男の六郎は戦後莞爾と共に行動して昭和51年（1976年）に亡くなるまで西山農場で暮らした。長女の元は医者の家へ、二女の志んは軍人の家へ嫁ぎ、三女の豊、四女の貞は24歳で亡くなっている。
最初の妻・清水泰子は山形県の財産家の娘で、借財の多かった石原家がその財力を当てにして莞爾の陸軍大学校在校中に本人に相談せずに結婚を決めてしまった。休暇で帰省中に結婚式は挙げたものの、泰子は東京に同行せず、2か月で離婚している。2番目の妻・国府テイ子は東京市士族出身。父は陸軍少佐だったという。
石原と2人の妻の間には子はいない。そのため、子孫も存在しない。
第6代鶴岡市市長で、衆議院議員加藤精三（衆議院議員加藤紘一の父で、衆議院議員加藤鮎子の祖父）は莞爾とは又従兄弟（）の関係である。

## 栄典
位階
- 1910年（明治43年）2月21日 - 正八位[53][54]
- 1913年（大正2年）4月21日 - 従七位[53][55]
- 1918年（大正7年）5月20日 - 正七位[53][56]
- 1923年（大正12年）7月31日 - 従六位[53][57]
- 1928年（昭和3年）9月1日 - 正六位[53][58]
- 1932年（昭和7年）9月1日 - 従五位[53][59]
- 1937年（昭和12年）5月1日 - 正五位[53][60]
- 1939年（昭和14年）9月15日 - 従四位[53][61]
- 1941年（昭和16年）4月26日 - 正四位[53]

勲章等
- 1912年（大正元年）8月1日 - 韓国併合記念章[53][62]
- 1918年（大正7年）11月29日 - 恩賜の軍刀[63]
- 1920年（大正9年）8月30日 - 勲六等瑞宝章[53][64]
- 1926年（大正15年）7月22日 - 勲五等瑞宝章[53][65]
- 1932年（昭和7年）6月14日 - 勲四等瑞宝章[53][66]
- 1934年（昭和9年）4月29日 - 勲三等旭日中綬章・功三級金鵄勲章・昭和六年乃至九年事変従軍記章[53]
- 1939年（昭和14年）10月26日 - 勲二等瑞宝章[53][67]
- 1940年（昭和15年）8月15日 - 紀元二千六百年祝典記念章[68]
- 1942年（昭和17年）4月13日 - 勲一等瑞宝章[2]

外国勲章佩用允許
- 1934年（昭和9年）5月9日 - 満州帝国：勲二位景雲章[69]
- 1940年（昭和15年）4月29日 - 満州帝国：勲一位柱国章[70]

## 本人著作・資料
著作は2000年元日、当時の著作権法に従って保護期間が終了、パブリックドメインとなっている。
- 玉井禮一郎 編『石原莞爾選集』たまいらぼ出版、1985-86 エラー: 日付が正しく記入されていません。（説明）。全10巻。
  - 玉井禮一郎 編『石原莞爾選集（全10巻）合本版』たまいらぼ出版、1993年9月。ISBN 978-4886360632。
- 国防研究会 編『戦術学要綱』たまいらぼ出版、1985年11月。ISBN 978-4886360342。
- 石原莞爾平和思想研究会 編『人類後史への出発－石原莞爾戦後著作集』展転社、1996年6月。ISBN 978-4886561244。
- 野村乙二朗 編『東亜聯盟期の石原莞爾資料』同成社、2007年4月。ISBN 978-4886213884。
- 『世界最終戦論』中央公論新社〈中公文庫 BIBLIO 20世紀〉、2001年。ISBN 4122038987。
- 『戦争史大観』中公文庫]、2002年。ISBN 4122040132。
  - 旧版『最終戦争論・戦争史大観』中公文庫、1993年7月
- 『世界最終戦争』（増訂版）毎日ワンズ、2011年4月。ISBN 978-4901622547。
- 『ヨーロッパ戦争史　決戦戦争と持久戦争』毎日ワンズ、2022年。ISBN 978-4909447203
- 中山隆志 編『戦略論大系10 石原莞爾』芙蓉書房出版、2007年1月。ISBN 978-4829503874。
- 角田順 編『石原莞爾資料 国防論策篇』原書房〈明治百年史叢書17〉、1967年5月。ISBN 978-4562001088。
- 角田順 編『石原莞爾資料 戦争史論篇』原書房〈明治百年史叢書18〉、1968年7月。ISBN 978-4562001071。
- 『永久平和』石原莞爾平和思想研究会 編、全国書誌番号:00102755。

## 石原莞爾が登場する作品
ノンフィクション
- 『東條英機暗殺の夏』吉松安弘 著、新潮社、1984年、NCID BN00481108[注 5]。
- 『秘録東条英機暗殺計画』津野田忠重 著、河出書房新社、1991年、ISBN 4309472249。
- 『木村政彦はなぜ力道山を殺さなかったのか』増田俊也 著、新潮社、2011年、ISBN 978-4103300717。

小説
- 『馬賊戦記 小日向白朗と満洲』朽木寒三 著、番町書房、1966年、NCID BA60022424
  - 徳間文庫版 - 1982年、NCID BA59620826。新装改訂版 - 2005年、NCID BA75699022。
- 『夕陽将軍 小説・石原莞爾』杉森久英 著、河出書房新社、1977年、ISBN 430900170X。
  - 文庫版 - 1981年、ISBN 4309400175。
- 『帝都物語 11（戦争篇）』荒俣宏 著、角川書店、1988年、ISBN 4041690110。2013年に再構成され「第参番」に所収、ISBN 4041690269。
- 『地ひらく 石原莞爾と昭和の夢』福田和也 著、2001年、ISBN 4163577807。
- 『ねじの回転 FEBRUARY MOMENT』恩田陸 著、集英社、2002年、ISBN 4087745856。
- 『英雄の魂 小説石原莞爾』阿部牧郎 著、祥伝社、2005年、ISBN 4396332335。

漫画
- 『虹色のトロツキー』安彦良和
- 『龍-RON-』村上もとか
- 『ジパング』かわぐちかいじ
- 『国が燃える』本宮ひろ志
- 『木島日記』大塚英志原作、森美夏画
- 『昭和天皇物語』半藤一利原案、永福一成脚本、能條純一作画

映画
- 『戦争と人間』第1部・第2部（1970年・1971年、演：山内明）
- 『大日本帝国』（1982年、演：若山富三郎）
- 『226』 (1989年、演：渡瀬恒彦)
- 『落陽』（1992年、演：嵐圭史）
- 『グッド・バッド・ウィアード』（2008年、演：白竜）

テレビドラマ
- 『落日燃ゆ』（2009年、テレビ朝日、演：山田明郷）

アニメ
- 『閃光のナイトレイド』（2010年、アニプレックス、演：磯部勉）

舞台
- 『ケンジトシ』（2023年、演：山崎一[71]）